# Evoluon
Evoluon est un bâtiment situé à Eindhoven aux Pays-Bas. 

## Description
Construit en 1966 comme musée des sciences par l'entreprise d'électronique et d'électricité Philips, à l'instigation de son directeur Frits Philips, il devient rapidement un monument emblématique d'Eindhoven, où Philips avait alors son siège social.
Son design futuriste évoque une soucoupe volante atterrissante. Il a été conçu par les architectes Leo de Bever et Louis Christiaan Kalff, et l'exposition intérieure par James Gardner.
Son dôme en béton mesure 77 mètres (252,62 pi) de diamètre et est maintenu en place par 169 kilomètres (105,01 mi) de barres d'acier d'armature.
Dans les années 1960 et 1970, Evoluon attire un grand nombre de visiteurs grâce à ses expositions interactives. L'ouverture de musées scientifiques concurrents dans d'autres villes entraîne cependant une baisse de fréquentation et le musée d'origine ferme ses portes en 1989. Le bâtiment est alors transformé en palais des congrès, inauguré en 1998.
En 2022, il rouvre ses portes au grand public sous le nom de Next Nature Museum. Le 24 septembre 2022, Evoluon présente l'exposition RetroFuture.

## Galerie

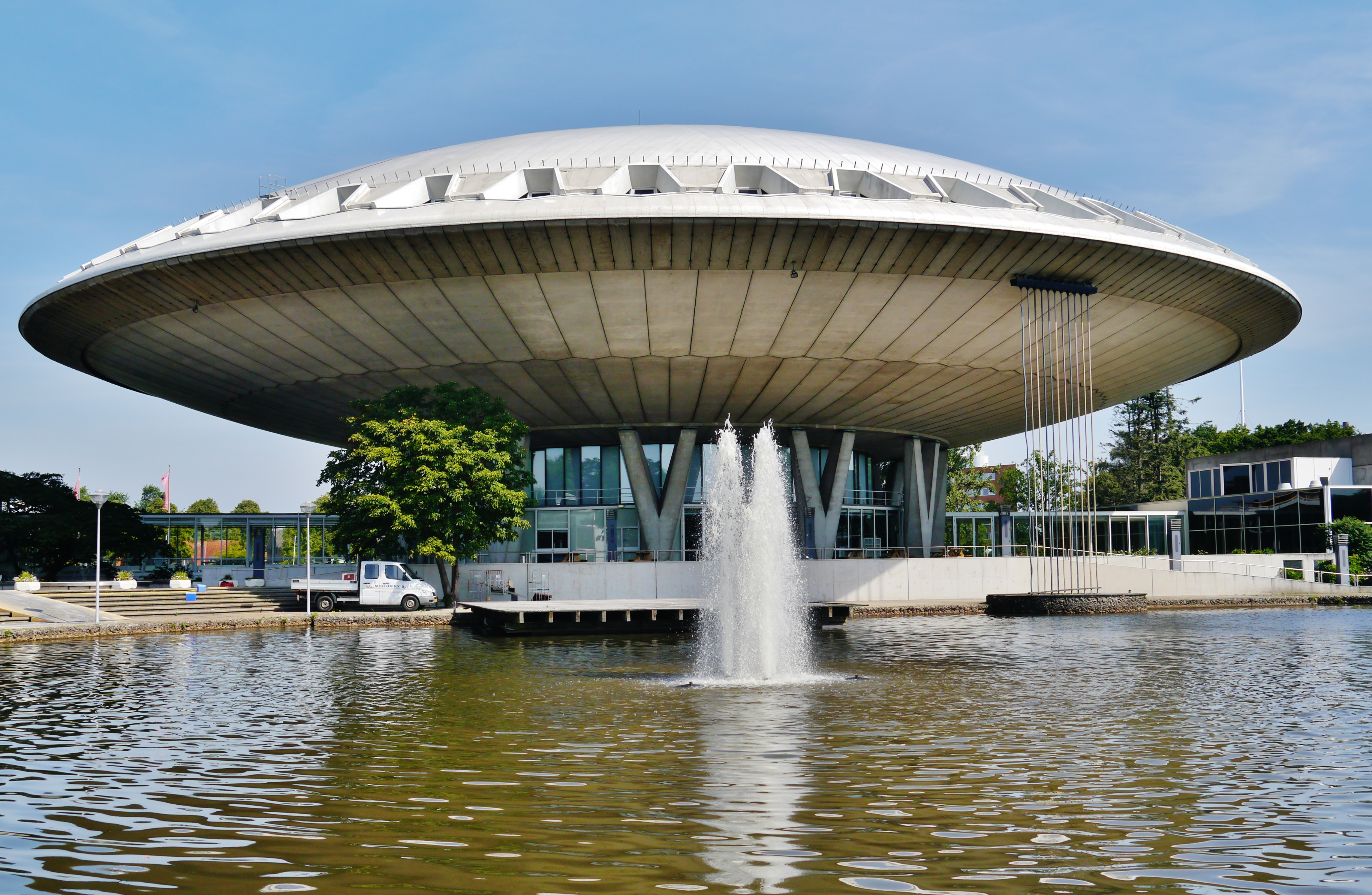
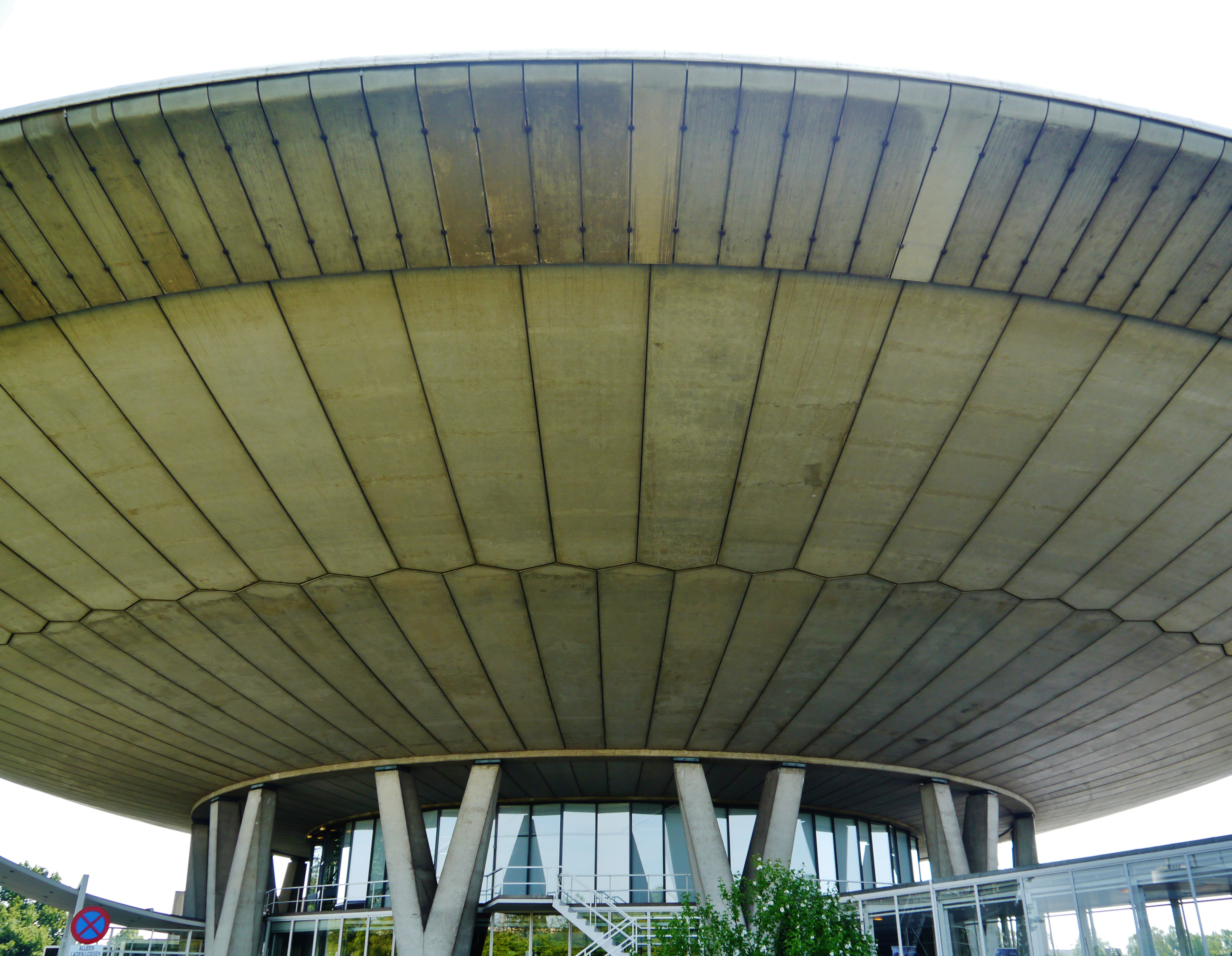
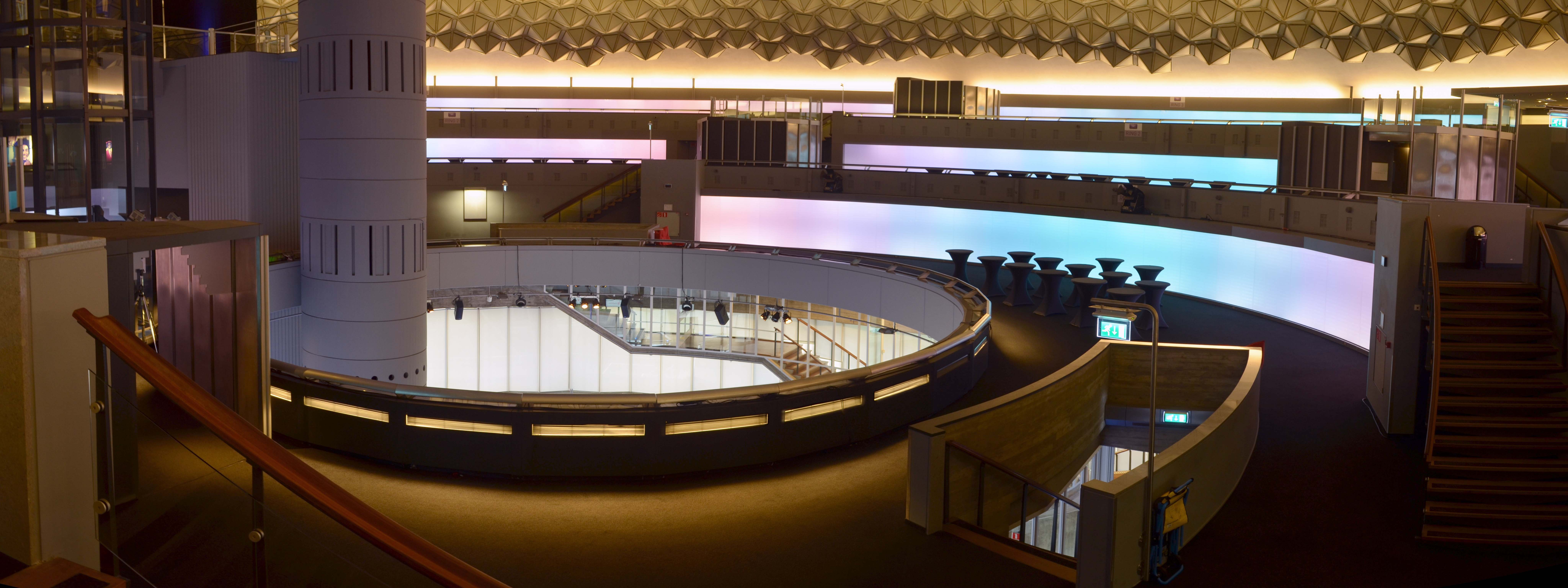